# Hoorn (akoestiek)

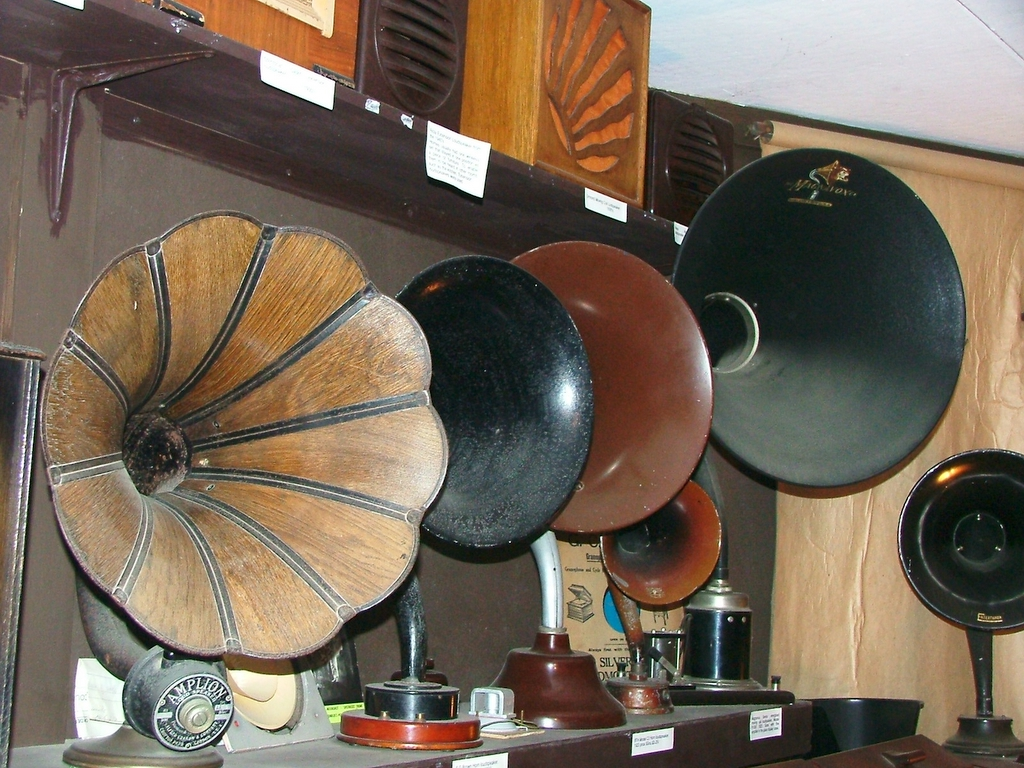
Hoornversterkers.

In de akoestiek is een hoorn een akoestische omzetter (transformator) bestaande uit een buis met een toenemende oppervlakte van de dwarsdoorsnede langs de lengteas. Hoorns worden al eeuwenlang toegepast om de geluidssterkte van geluidsbronnen te vergroten. Ze worden niet alleen toegepast om de geluidssterkte van blaasinstrumenten te vergroten maar ook als versterker in andere akoestische apparaten, zoals de fonograaf van Thomas Edison, megafoons en luidsprekersystemen bedoeld voor open ruimten.
Het voornaamste voordeel van een hoorn is dat hij het mogelijk maakt om praktisch elke gewenste akoestische impedantie uit te oefenen op een geluidsgenerator. Door deze aanpassingsmogelijkheid kan een maximaal rendement van het akoestisch systeem worden verkregen. Met rendement wordt hier bedoeld de mate waarin de elektrische of mechanische energie in akoestische wordt omgezet.

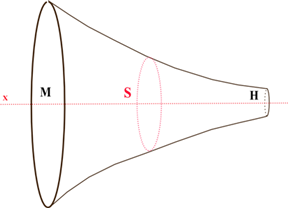
Elementen van een exponentiële hoorn

De kleinste opening of aanvangsopening van een hoorn wordt de hals (H) of keel genoemd en de grotere uittreeopening de mond (M). De rechte tussen het midden van de hals en de mond noemt men de hoornas (x) en de afstand tussen hals en mond op deze as is de hoornlengte.
Van hals tot mond varieert het oppervlak van de doorsnede (S) volgens een bepaalde wet in functie van de afstand tot de hals. Deze wet kan cilindrisch (constante doorsnede), parabolisch, conisch, exponentieel, hyperbolisch zijn of een ander toenemend verloop hebben.
In praktische ontwerpen is de akoestische koppeling van de hals met de geluidsbron van groot belang. Om de stralingsimpedantie zo veel mogelijk resistief (onafhankelijk van de frequentie) te maken, moet tevens de omtrek van de mond groter zijn dan de golflengte van de laagste toon die de hoorn moet uitstralen. Dit betekent dan ook dat de lengte voldoende groot moet zijn.

## De vorm van de hoorn
De parabolische hoorn heeft als karakteristieke vergelijking
{\displaystyle S(x)=S_{H}\cdot {\tfrac {x}{x_{0}}}}
en de conische hoorn:
{\displaystyle S(x)=S_{H}\cdot {\tfrac {x^{2}}{x_{0}^{2}}}}
waarin SH de dwarsdoorsnede van de hals voorstelt in vierkante meter op een afstand {\displaystyle x_{0}} in meter van de oorsprong van de x-as en {\displaystyle S(x)} de dwarsdoorsnede op een afstand {\displaystyle x} in meter.
Beide hoorns hebben hun eigen karakteristieke akoestische impedantie.
In de praktijk worden echter veel meer de exponentiële en de hyperbolische hoorn toegepast.

## De exponentiële hoorn

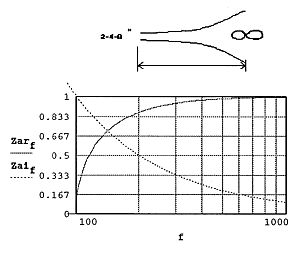
Akoestische impedantie van een oneindig lange exponentiële hoorn met een afsnijfrequentie van 100 Hz.

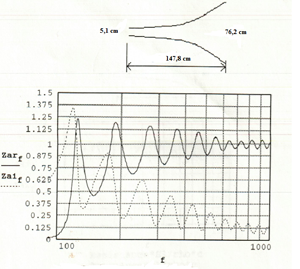
Akoestische impedantie van een eindige exponentiële hoorn met een afsnijfrequentie van 100 Hz.

De exponentiële hoorn heeft als karakteristieke vergelijking
{\displaystyle S(x)=S_{H}\cdot e^{mx}},
Hierin stelt x nu de afstand tot de hals voor in meter en m de hoornconstante met als dimensie meter−1. Deze hoorn heeft een bijzondere impedantiekarakteristiek zoals te zien is in de bijgaande grafiek die de akoestische reactantie en de akoestische weerstand weergeeft als functie van de frequentie en dit voor een oneindig lange hoorn.
Beneden een zogenaamde afsnijfrequentie
{\displaystyle f_{c}={mc \over 4\pi }},
waarin c de snelheid van het geluid is in m/sec, wordt de resistieve component van de impedantie verwaarloosbaar, zodat zich geen geluid meer door de hoorn voortplant. De akoestische impedantie is nu zuiver reactief. Bij hogere frequenties dan de afsnijfrequentie wordt de totale impedantie geven door
{\displaystyle Z_{AH}={\rho _{0}c \over S_{H}}\cdot (Z_{ar_{f}}+Z_{ai_{f}})}.
De genormaliseerde impedantie bestaat uit twee componenten:
{\displaystyle Z_{ar_{f}}={\sqrt {1-{m^{2} \over 4k^{2}}}}}
en
{\displaystyle Z_{ai_{f}}={m \over 2k}}
waarin {\displaystyle \rho _{0}} de gemiddelde luchtdichtheid in kg/m3 en {\displaystyle k={{\omega } \over c}={{2\pi } \over {\lambda }}} het golfgetal voorstelt.
Wanneer de hoorn een eindige lengte heeft worden de uitdrukkingen voor ZAH
nog complexer en treden er noodzakelijk vervormingen op in de weergave (zowel de reactieve als de resistieve component vertonen ongewenste schommelingen in functie van de frequentie).
In het algemeen kan men zeggen dat wanneer men voor een bepaalde verhouding van het mondoppervlak tot het halsoppervlak kiest met de bedoeling een maximaal rendement te bekomen, de lengte van de hoorn automatisch bepaald wordt door de hoornconstante {\displaystyle m}, die op zijn beurt rechtstreeks afhangt van de gewenste afsnijfrequentie.

## De hyperbolische hoorn
In 1946 ontdekte Vincent Salmon van de Jensen Radio Manufacturing Company een nieuwe hoornfamilie als resultaat van zijn onderzoek naar de oplossingen van de vlakke golf hoornvergelijking. De algemene genormaliseerde expansie van deze familie wordt gegeven door karakteristieke vergelijking
{\displaystyle S(x)=S_{H}\left(\cosh({\tfrac {x}{x_{0}}})+T\sinh({\tfrac {x}{x_{0}}})\right)^{2}},
waarin nog een bijkomende parameter, de zogenaamde familieconstante of trechterconstante T optreedt, die kan variëren van 0 tot {\displaystyle \infty }. Voor T = 1 stelt de vergelijking een exponentiële hoorn voor met {\displaystyle m=2/x_{0}} en voor {\displaystyle T=\infty } krijgen we een conische hoorn met als vergelijking {\displaystyle S(x)=S_{H}\left(1+{\tfrac {x}{x_{0}}}\right)^{2}}. De akoestische impedantie van de hyperbolische hoorn heeft dan ook nagenoeg hetzelfde verloop als die van de exponentiële hoorn maar de additionele parameter T laat voor een gegeven afsnijfrequentie soms nog een kortere hoornlengte toe en/of een betere aanpassing aan de gebruikte geluidsbron

## De tractrix hoorn
De akoestische impedanties voor de exponentiële hoorn werden berekend op basis van een fysisch model, waarbij de geluidsgolven (golffronten met gelijke fase) die zich in de hoorn voortplanten, beschouwd worden als vlakke golven. Dit komt echter niet met de werkelijkheid overeen, zoals metingen aan de mond van hoorns uitwijzen. Er zijn redenen om aan te nemen dat deze golven een zekere kromming bezitten.
In 1926 vroeg Paul Voigt een Brits octrooi aan voor een hoornontwerp waarbij hij er van uitging dat de geluidsgolven zuiver bolvormig zijn en zich met een constante straal voortplanten in de hoorn. Zonder energieverlies door absorptie aan of wrijving met de wanden moeten deze boloppervlakken de wanden van de hoorn loodrecht snijden. Dit vereist echter dat de hoorncontour de vorm moet hebben van een tractrix, omdat dit de kromme is die aan de gegeven geometrische eigenschappen beantwoordt. De hoorn ontstaat dan door deze kromme om haar asymptotische lengteas te laten wentelen.

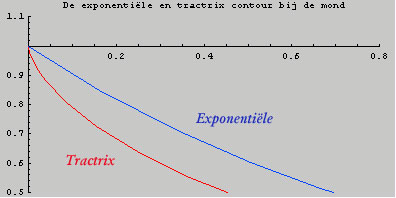
Vergelijking van de tractrix met een exponentiële hoorn

Wanneer men de contour van een exponentiële hoorn vergelijkt met die van de tractrixhoorn dan merkt men dat deze laatste een uitgesproken exponentieel verloop heeft bij de hals en daar merkelijk van afwijkt naarmate men de mond (zie figuur) nadert. Bij de mond heeft de tractrix een openingshoek van 180 graden. Latere studies en metingen hebben uitgewezen dat de hypothese van zuivere bolvormige golffronten ook niet met de werkelijkheid in overeenstemming te brengen zijn.
Een aantal in de praktijk gerealiseerde hoornontwerpen zijn volgens dit principe gebouwd. Als designparameter wordt hier wederom de afsnijfrequentie gebruikt die door middel van {\displaystyle a=\lambda _{c}/2\pi } en {\displaystyle S_{m}=\pi a^{2}} het oppervlak van de mond en daarmee het hele verloop van de tractrix bepalen.